# 제왕운기
《제왕운기》(帝王韻紀)는 고려 시대의 학자 이승휴(李承休)가 충렬왕 13년(1287년) 한국과 중국의 역사를 시로 쓴 역사책이다. 상·하 2권으로 출간되었으며, 단군부터 고려 충렬왕까지의 역사를 기술했다. 공민왕 9년(1360년)과 조선 태종 13년(1413년)에 각각 다시 간행되었다. 오늘날 유포된 책은 이 3간본을 영인(影印)한 것이다.
강원도 삼척시 미로면 내미로리 두타산 아래의 천은사(天恩寺)에서 저술된 것으로 알려져 있다.

## 구성
《제왕운기》는 상·하 2권으로 되어 있는데, 상권은 중국의 반고로부터 금나라까지의 역대 사적을 264구(句)의 ‘칠언시(七言詩)’로 읊었고, 하권은 한국의 역사를 다시 1·2부로 나누어, 시로 읊고 주기(註記)를 붙였다. 제1부에는 지리기(地理記)와 전조선(前朝鮮)·후조선·한사군·삼한·신라·고구려·백제·발해와 후삼국을 264구 1,460언의 칠언시(七言詩)로 기술하고 있으며, 제2부는 고려 초부터 충렬왕 때까지를 ‘5언시’(五言詩)로 기록하였다. 제1부에 있는 단군조선에 관한 기록은 《삼국유사》와 더불어 가장 오래된 기록이며, 발해사를 한국사로 인식한 최초의 역사서이다.

## 편찬 및 간행본
《제왕운기》의 편찬 목적은 고려와 서토(중국)와의 지리적·문화적인 차이를 강조함으로써, 고려인은 한족과 구별되는 독자성·자주성·주체성을 가진 우수한 문화민족임을 국민 각자에게 자각하게 하여 몽골(몽골족)의 정치적 간섭에 대항하는 정신적 지주로 삼기 위한 것으로 여겨지고 있다.
이 책은 중국사와 한국사를 각 권으로 분리하고 한민족이 단군을 시조로 하는 단일민족임을 나타냈고, 당시까지 신화로 전승된 단군신화를 한국사의 체계 속에 편입시켰다. 또한 발해를 최초로 고구려의 계승국으로 인정하여 만주 일대도 고려의 영역이었음을 역사적으로 고증함으로써 영토회복의 뜻을 암시하고 있다.

### 동국대학교본
권말의 발(跋)과 후제(後題)를 보면 초간은 이승휴가 생존해 있던 원정 연간(元貞年間, 1295년∼1296년)에 진주에서 간행되었음을 알 수 있으나, 이 책은 고려 공민왕 9년(1360년)에 경주에서 중간된 것으로 인쇄상태로 보아 고려 말에서 조선 초기에 후쇄된 것으로 여겨진다.
이 책은 권 상의 제18장, 권 하의 제6·7·8·16장이 결락되어 필사로 채우고 있으나, 곽영대 소장본(보물 제418호)과 인쇄상태가 완전히 일치하는 동시에 발문과 후제가 모두 갖추어져 있어 서지학적으로 매우 귀중한 자료로 평가되고 있다.

## 같이 보기
- 단군

## 참고 자료
- 본 문서에는 서울특별시에서 지식공유 프로젝트를 통해 퍼블릭 도메인으로 공개한 저작물을 기초로 작성된 내용이 포함되어 있습니다.
- 이 문서에는 다음커뮤니케이션(현 카카오)에서 GFDL 또는 CC-SA 라이선스로 배포한 글로벌 세계대백과사전의 "〈고려 후기의 문화〉" 항목을 기초로 작성된 글이 포함되어 있습니다.